# Десантные катера на воздушной подушке проекта 1205
Десантные катера на воздушной подушке проекта 1205 «Скат» — по классификации НАТО — GUS-Class — серия советских высокоскоростных десантных катеров на воздушной подушке, предназначенных для высадки морского десанта на необорудованное побережье. Первые в своём роде серийные катера на воздушной подушке в советском ВМФ. Катера рассчитаны на перевозку 40 человек десанта.
Относятся к кораблям 4-го ранга.

## История разработки проекта
В советском флоте хорошо осознавали преимущество кораблей на воздушной подушке, ведь эти корабли могли передвигаться по воде и суше, причём делая это с большой скоростью. Ещё с 30-х годов были проекты создания таких кораблей, но все они так и не пошли в серию. В конце 60-х годов Министерство ВМФ дало задание по созданию катеров на воздушной подушке конструкторскому бюро ПКБ «Алмаз». После непродолжительных исследований первые корабли пошли в серию и заступили на боевое дежурство в 1969 году. Главным конструктором был Л. В. Озимов. Со стороны ВМФ за ходом разработки и строительства катеров проекта наблюдал капитан 2-го ранга В. А. Литвиненко.

## Серия
Катера серийно строились на трёх судостроительных предприятиях СССР.

### Приморский судостроительный завод
- 4 единицы

### Судостроительный завод «Море»
- 19 единиц

### Зеленодольский завод имени А. М. Горького
- 6 единиц

- Д-345
- Десантный катер на воздушной подушке «Скат», Амурская военная флотилия, 1982 год
- Высадка десанта морской пехоты с Д-462

## В произведениях искусства

### Художественные фильмы
- Ответный ход (1981, СССР)